# Meruelo
Meruelo – gmina w Hiszpanii, w prowincji Kantabria, w Kantabrii, o powierzchni 16,37 km². W 2011 roku gmina liczyła 1798 mieszkańców.